# Бушманов, Николай Степанович
Никола́й Степа́нович Бушма́нов (3 декабря 1901, Ольховское Озеро, Пермская губерния — 11 июня 1977, Москва) — советский офицер, полковник, участник Гражданской, Советско-финляндской и Великой Отечественной войн; находясь в плену в Германии руководил подпольной антинацистской организацией; кандидат военных наук, доцент.

## Биография
Николай Бушманов родился 3 декабря 1901 года в селе Ольховское Озеро Ольховской волости Шадринского уезда Пермской губернии, ныне деревня входит в  Шадринский муниципальный округ Курганской области. Родился в многодетной семье. Из мальчиков он был старшим (второй ребенок). В селе была церковь, и с 9 лет он был певчим в хоре этой церкви, там же и грамоте обучился.
В 1912 году окончил церковно-приходскую школу. Работал писарем в сельской управе, затем в сельском Реввоенсовете.
18 февраля 1918 года добровольно вступил в РККА. С февраля по май 1918 года служил в военном комиссариате Шадринска старшиной, затем до июня 1918 года — военным комиссаром. В 1918 году Бушманов вступил в РКП(б), в 1924 году исключен из партии, в 1931 году восстановлен.
С июня 1918 до 1920 года — командир взвода в отдельном Челябинском отряде, в 5-й Уральской и 21-й стрелковых дивизиях. В феврале-марте 1920 года — политрук конной разведки 195-го стрелкового полка. В марте-июле 1920 года — делопроизводитель на курсах стрелковой подготовки Приуральского военного округа. С июля 1920 до января 1921 года — командир взвода в 95-м Кубанском кавалерийском полку, затем в течение полугода — курсант дивизионной школы 16-й кавалерийской дивизии. Активный участник боевых действиях против  Русской армии Колчака и Русской армии Врангеля. Трижды ранен, в том числе два раза — тяжело, дважды контужен.
С июня 1921 до весны 1922 года — командир взвода. С марта 1922 до января 1923 года — курсант кавалерийского отделения дивизионной школы 2-й кавалерийской дивизии, по окончании 2 месяца служил в штабе Сибирского военного округа. С марта 1923 по февраль 1924 года — командир взвода в отдельном кавалерийском эскадроне 21-й Пермской стрелковой дивизии; с февраля по июль — помощник командира эскадрона, с июля — командир разведвзвода в 61-й полку дивизии. В 1924 года исключён из партии в связи с судимостью.
В сентябре 1926 года зачислен слушателем на кавалерийское отделение Киевской объединённой военной школы, окончил её летом 1928 года, с августа начал службу командиром взвода в 85-м кавалерийском полку. С июля 1929 по ноябрь 1930 года временно командовал эскадроном в полку. С ноября 1930 по июнь 1931 года — командир и после вторичного вступления в ВКП(б) — политрук эскадрона, затем до ноября — временный начальник школы конно-механического состава. В ноябре 1931 года Бушманов был назначен начальником полковой школы.
В апреле 1933 года был зачислен на Специальный факультет Военной академии имени Фрунзе. 30 декабря 1935 года ему было присвоено воинское звание «старший лейтенант». По окончании учёбы в сентябре 1936 года он оставлен временно в Академии для дальнейшей службы начальником учебной части Восточного факультета, ему было присвоено воинское звание «капитан». По окончании адъюнктуры в апреле 1937 года Бушманов стал преподавателем тактики. С конца 1937 года — старший преподаватель тактики специального факультета Академии в звании майора. Готовился к нелегальной разведывательной работе в Японии. 31 декабря 1938 года ему было присвоено воинское звание «полковник», в 1939 году был награждён орденом Красной Звезды. С октября 1938 по январь 1941 года был исполняющим должность начальника кафедры Истории гражданской войны, с января 1941 года — начальник кафедры, кандидат военных наук. Владел четырьмя языками (польский, немецкий, японский, английский). Участвовал в советско-финской войне. Был арестован по делу Василия Константиновича Блюхера, приговорён к расстрелу, но вызван к Клименту Ефремовичу Ворошилову и освобождён.
2 июля 1941 года назначен начальником штаба 7-й стрелковой дивизии, затем был переведён на должность начальника оперативного отдела штаба 32-й армии Резервного фронта. С сентября 1941 года — начальник штаба 32-й армии. В октябре 1941 года эта армия попала в окружение около Вязьмы. Одна из колонн, в которой находился полковник Бушманов, прорывалась через автотрассу Москва — Минск 13 октября, в районе д. Подрезово (14 км юго-западнее Вязьмы), попала в тесное кольцо окружения. С группой в 600 человек Бушманову удалось прорваться в район станции Волоста-Пятница, после чего он с небольшой группой красноармейцев двинулся в направлении станции Исаково. Был взят в плен немецким патрулём 22 октября 1941 года в деревне Бочкино. Содержался в Вязьме в городском лагере военнопленных (Dulag № 184) с 22 октября по 16 декабря 1941 года, затем в Смоленском лагере военнопленных, где пробыл до 8 февраля 1942 года, затем содержался в шталаге 3 В в Фюрстенберге до 8 мая 1942 года.
Немцам стало известно, что Бушманов готовился для работы в разведке, он был заключен в тюрьму Моабит в Берлине, где с помощью уговоров, угроз и пыток от него добивались сотрудничества. В конце концов Бушманов сделал вид, что готов к сотрудничеству и был направлен на курсы пропагандистов в Вульхайде (нем. Wuhlheide), где преподавал в течение 1942 года. После организации Дабендорфской школы РОА («восточный отдел пропаганды особого назначения») в феврале 1943 года вместе с большой группой курсантов и преподавателей Вульхайде перешёл на работу в неё и с марта 1943 года занимал должность помощника начальника этой школы по строевой части.
Ещё в лагере Вульхайде Бушманов создал подпольную антинацистскую организацию. К лету 1943 года после установления контактов с советскими военнопленными и «остарбайтерами» она превратилась в разветвленную интернациональную подпольную организацию под названием «Берлинский комитет ВКП(б)», развернувшую активную работу по всей Германии. Организация осуществляла саботаж и диверсии на немецких заводах. В частности, с организацией Бушманова был связан Муса Мустафович Джалиль, числившийся в легионе «Идель-Урал», а также сын работавшего в Германии советского биолога Николая Владимировича Тимофеева-Ресовского Дмитрий (оба были арестованы гестапо и погибли).
В августе 1943 года связному Бушманова капитану РОА Алексею Богунову (он же Вальтер Краубнер, «Дедушка») удалось установить в Минске связь с советской разведгруппой майора Казанцева. Но ещё раньше о подпольной организации Бушманова стало известно гестапо и 30 июня 1943 года он был арестован. Фёдор Иванович Трухин, бывший начальник оперативного отдела штаба Северо-западного фронта, генерал-майор, начальник штаба вооружённых сил Комитета освобождения народов России 9 октября 1945 года показал на допросе: «В июне 1943 г., будучи в Берлине, я случайно встретился с одним из руководителей белоэмигрантской организации так наз. „Национальная организация российской молодежи“ доктором Сергеевым, который мне передал написанную карандашом листовку, призывающую иностранных рабочих к восстанию против немцев. Сергеев сказал, что эта листовка была передана нач. клуба в Дабендорфе старшим лейтенантом Чичвиковым одному белоэмигранту для перевода на французский и сербский языки. Возвратившись в Дабендорф, я доложил об этой листовке начальнику курсов Благовещенскому. Путем сличения почерка написавшего листовку с почерками слушателей и преподавателей курсов пропагандистов по личным делам я и Благовещенский установили, что почерк листовки сходен с почерком Бушманова, и заподозрили его в ее авторстве. С этими данными я и Благовещенский поехали к Власову в Берлин, где и доложили ему свое подозрение в авторстве листовки в отношении Бушманова. Учитывая, что обнаружение немецкими органами таких листовок приведет к тому, что „русское освободительное движение“, а также курсы в Дабендорфе не получат своего развития и будут немедленно уничтожены, — Власов нам приказал листовку, а также материалы в отношении нашего подозрения в ее авторстве Бушманова передать немецкому представителю в Дабендорфе капитану Штрик-Штрикфельду… После ареста Бушманова с ним я больше не встречался и о его дальнейшей судьбе мне ничего не известно».
Сначала Бушманов снова содержался в тюрьме Моабит, а 3 ноября 1943 года в статусе «смертника» был переведен в концлагерь Заксенхаузен. Там Бушманов помог пленному лётчику Михаилу Петровичу Девятаеву сменить статус «смертника» на «штрафника», благодаря чему Девятаев был направлен в Пенемюнде, откуда совершил дерзкий побег на угнанном бомбардировщике.
8 декабря 1943 года приказом ГУК НКО СССР № 02329 был исключен из списков РККА как пропавший без вести.
Избежал казни благодаря помилованию. Перед освобождением Заксенхаузена советскими войсками был отправлен в «марш смерти» к побережью Балтийского моря в апреле 1945 года и был освобожден американскими войсками. Бушманов с 4 по 23 мая проходил спецпроверку и 29 июля 1945 года был осужден к 10 годам лагерей. Был на лесоразработке в Свердловской области. Освобождён из заключения 5 декабря 1954 года и до 25 октября 1955 года находился в ссылке. Жил в Красноярске, где работал плотником на паровозовагоноремонтном заводе (ныне Красноярский электровагоноремонтный завод). 25 октября 1955 года уволен из рядов Советской Армии в звании полковника.
С 1957 года жил на станции Юшала (ныне в Тугулымском городском округе Свердловской области),
Был реабилитирован определением Военного трибунала Московского военного округа от 1 сентября 1958 года. Являлся персональным пенсионером Министерства обороны СССР.
Жил в Москве, где работал в архиве Министерства обороны СССР.
Но даже после реабилитации Бушманова председатель КГБ СССР Владимир Ефимович Семичастный в письме в Центральный комитет КПСС в 1964 году утверждал:

В последнее время в печати, по радио и телевидению часто стали публиковаться материалы, рассказывающие о патриотической деятельности и героизме в период Великой Отечественной войны советских граждан, оказавшихся в то время по различным причинам за границей. При этом авторы таких публикаций, говоря об ошибках и перегибах в период культа личности по отношению к этим лицам, впоследствии вернувшимся на Родину, в ряде случаев, используя непроверенные материалы, воспевают их героизм, хотя заслуг перед Родиной они не имеют, ничего героического не совершили. Излишне говорится о гуманности фашистов, отрицается ответственность некоторых советских граждан, справедливо наказанных за измену Родине и работу в пользу врага в период войны...
... О том, что отдельные авторы без достаточной проверки и знания материалов обращаются к теме о жизни советских людей в фашистских застенках и пишут о их якобы подпольной деятельности, свидетельствует и поступившее в Комитет госбезопасности заявление бывшего военнопленного ПАРШИНА Н.И.
В этом заявлении он ссылается на книгу М. ИКОННИКОВА «В каменном мешке» (издана Архангельским издательством), в которой подробно описывается жизнь «смертников» концентрационного лагеря «Заксенхаузен» БУШМАНОВА Н.С. и РЫБАЛЬЧЕНКО А.Д. и они выдаются за организаторов подполья под названием «Берлинский комитет ВКП(б)».
Комитету госбезопасности известно, что полковник запаса БУШМАНОВ Н.С. неоднократно обращался в различные организации с просьбой о признании «Берлинского комитета ВКП(б)» в качестве антифашистской патриотической организации. Деятельность этого комитета проверялась через соответствующие организации и архивы. Однако убедительных сведений о существовании и патриотической деятельности «Берлинского комитета ВКП(б)» получено не было, о чем Комитетом госбезопасности сообщалось в ЦК КПСС № 21/2/306 от 29 июня 1960 года.
БУШМАНОВ в период Великой Отечественной войны, будучи заместителем начальника штаба 32 армии, в октябре 1941 года оказался в плену у немцев. Там он обучался на курсах фашистских пропагандистов, по окончании которых являлся руководителем учебной группы на этих курсах.
В начале 1943 года БУШМАНОВ перешел на службу в РОА, где был начальником учебно-строевого отдела немецкой школы пропагандистов. За время нахождения в школе при непосредственном участии БУШМАНОВА подготовлено большое количество пропагандистов, которые направлялись на работу в лагеря военнопленных и подразделения РОА.

Николай Степанович Бушманов умер 11 июня 1977 года в Москве от инфаркта после публикации в «Военно-историческом журнале» нового витка обвинений в «измене Родине». Его кремировали и урну с прахом поместили в колумбарии на территории Донского монастыря, там же, где урна с прахом его жены Ольги Николаевны. Урна с прахом Н. С. Бушманова покоится в 5 ряду 7 секции в 19 колумбарии (открытом) нового Донского кладбища, ныне в муниципальном округе Донской Южного административного округа города Москвы.

## Награды
- Орден Красной Звезды, за войну на Дальнем Востоке, 1939 год
- Орден Красной Звезды, за борьбу с басмачами, награду вручили в 1967 году[10].
- Юбилейная медаль «XX лет Рабоче-Крестьянской Красной Армии», 1938 год

## Научные труды
- Бушманов, Н. С. Боевые действия японской армии в Маньчжурии и Шанхае. 1931—1933 гг.. — М.: Воениздат. Напеч. в Лгр., 1940. — 144 с.[11]
- Бушманов, Н. С. Разгром Врангеля. — М.: ВАФ, Кафедра истории гражд. войны, 1940. — 234 с.[12]

## Семья
Жена — Бушманова Ольга Николаевна (1904—1966)